# Anders Lagerström
Vidar Anders Ingemar Lagerström, född 14 oktober 1977, Landeryds församling, Östergötlands län, är en svensk förläggare.

## Biografi
Lagerström föddes i Östergötland men växte upp i Ellös på Orust, innan han återvände till Motala och senare Linköping. Han har varit aktiv i Nationell Ungdom och senare som distriktsordförande för Nationaldemokratisk Ungdom. Lagerström startade 2002 den enskilda firman Nordiska Förlaget, senare knutet till Nordiska förbundet.
Sedan 8 februari 2006 är Anders Lagerström registrerad ansvarig utgivare för webbplatsen Metapedia, som själv presenterar sig som ett uppslagsverk. Sidan blev i början av februari 2007 känd i media för att ha blivit anmäld till Justitiekanslern (JK). Anmälan ledde aldrig till åtal, eftersom JK bedömde att inga lagöverträdelser skett.